# Small Bump
„Small Bump” – to utwór brytyjskiego wokalisty Eda Sheerana. Wydany został 25 maja 2012 roku przez wytwórnię płytową Warner Music Group jako piąty singel wokalisty z jego debiutanckiego albumu studyjnego, zatytułowanego +. Twórcą tekstu utworu jest Ed Sheeran, natomiast jego produkcją zajął się Jake Gosling. Do singla nakręcono także teledysk, a jego reżyserią zajął się Emil Nava. „Lego House” dotarł do 25. pozycji w notowaniu UK Singles Chart i 17. miejsca w Irish Singles Chart.

## Pozycje na listach przebojów
| Kraj            | Lista (2012)            | Pozycja | Status          | Sprzedaż |
| --------------- | ----------------------- | ------- | --------------- | -------- |
| Australia       | Top 50 Singles          | 14      | platynowa płyta | 70 000+  |
| Irlandia        | Top 50 Singles          | 17      | —               | —        |
| Nowa Zelandia   | Top 40 Singles          | 11      | złota płyta     | 7 500+   |
| Szkocja         | Scottish Singles Top 40 | 21      | —               | —        |
| Wielka Brytania | Singles Top 100         | 25      | srebrna płyta   | 200 000+ |